# Mosla japonica
Mosla japonica là một loài thực vật có hoa trong họ Hoa môi. Loài này được (Benth. ex Oliv.) Maxim. mô tả khoa học đầu tiên năm 1875.